# Malte Thießen
Malte Thießen (* 1974 in Hamburg) ist ein deutscher Historiker. Er leitet seit Februar 2017 das LWL-Institut für westfälische Regionalgeschichte in Münster und lehrt als außerplanmäßiger Professor für Neuere und Neueste Geschichte an der Universität Münster.

## Leben und Wirken
Nach einem Studium der Geschichte und Germanistik für das Höhere Lehramt wurde Thießen 2006 mit einer von Klaus Saul betreuten Dissertation über die Erinnerungskultur zum Luftkrieg und zum Kriegsende 1945 an der Universität Hamburg promoviert. Die Arbeit wurde von der Universität Hamburg mit dem Karl H. Ditze Preis für herausragende Dissertationen ausgezeichnet. Von 2007 bis 2009 arbeitete Thießen an der Forschungsstelle für Zeitgeschichte in Hamburg als Wissenschaftlicher Mitarbeiter in einem interdisziplinären Forschungsprojekt zur transgenerationalen Tradierung des Luftkriegs im Familiengedächtnis. Nach dem Abschluss des Referendariats an der Gesamtschule Hamburg-Horn wurde er 2010 auf eine Juniorprofessur für Europäische Zeitgeschichte an die Universität Oldenburg berufen, an der er 2015 mit einer Arbeit zur Geschichte des Impfens habilitiert wurde. Während der Juniorprofessur war Thießen unter anderem als Fellow am Deutschen Historischen Institut in London tätig.
Seine Forschungsgebiete sind Geschichte der Gesundheit, der Gesundheitsvorsorge und des Impfens, Erinnerungskultur und Geschichtspolitik zum Nationalsozialismus und Zweiten Weltkrieg, „Volksgemeinschaft“ im „Dritten Reich“, Zeitzeugen und Oral History, Geschichte der Bundeswehr, Geschichte der Digitalisierung von 1960 bis heute, Geschichte von Städtepartnerschaften im 20. und 21. Jahrhundert.

## Veröffentlichungen (Auswahl)

### Monografien
- Eingebrannt ins Gedächtnis. Hamburgs Gedenken an Luftkrieg und Kriegsende 1943 bis 2005. Dölling und Galitz Verlag, München 2007, ISBN 978-3-937904-55-9.
- Immunisierte Gesellschaft. Impfen in Deutschland im 19. und 20. Jahrhundert. Vandenhoeck & Ruprecht, Göttingen 2017, ISBN 978-3-525-37053-7.
- Auf Abstand. Eine Gesellschaftsgeschichte der Coronapandemie. Campus, Frankfurt am Main 2021, ISBN 978-3-593-51423-9.

### Herausgeberschaften
- mit Jörg Arnold und Dietmar Süß: Luftkrieg. Erinnerungen in Deutschland und Europa. Wallstein, Göttingen 2009, ISBN 978-3-8353-0541-0.
- mit Dietmar von Reeken: „Volksgemeinschaft“ als soziale Praxis. Neue Forschungen zur NS-Gesellschaft vor Ort. Schöningh, Paderborn 2013, ISBN 978-3-506-77745-4.
- mit Britta-Marie Schenk: Vorsorge als Ordnung des Sozialen. Impfen in der Bundesrepublik und der DDR. In: Zeithistorische Forschungen/Studies in Contemporary History 10, 2013, Heft 3: Zeitgeschichte der Vorsorge. S. 409–432, doi:10.14765/zzf.dok-1508.
- Infiziertes Europa. Seuchen im langen 20. Jahrhundert (= Historische Zeitschrift. Beihefte, Neue Folge, Band 64), De Gruyter, Berlin 2014.
- mit Dietmar von Reeken: Ehrregime. Akteure, Praktiken und Medien lokaler Ehrungen in der Moderne. Vandenhoeck & Ruprecht, Göttingen 2016.
- mit Winfried Süß: Städte im Nationalsozialismus. Urbane Räume und soziale Ordnungen. Wallstein, Göttingen 2017.
- mit Nicolai Hannig: Vorsorgen in der Moderne. Akteure, Räume und Praktiken. Oldenbourg De Gruyter, Berlin 2017.
- mit Yvonne Robel: WerkstattGeschichte 78, 2018: krank machen.
- mit Christoph Strupp: Moderne Stadtgeschichte Heft 1, 2019: Rathausplätze als Arenen urbaner Selbstverständigung.
- mit Hartmut Berghoff: Zeithistorische Forschungen/Studies in Contemporary History 17, 2020, Heft 2: Gesundheitsökonomien.
- Security, Society, and the State. Vaccination Campaigns in 18th and 20th Century Germany. In: Historical Social Research 46, Heft 4, 2021, S. 211–315. doi:10.12759/hsr.46.2021.4.211-315.
- Immunity as Relativity. German Vaccination Campaigns and Debates in Times of COVID-19. In: Historical Social Research 46, Heft 4, 2021, S. 316–338. doi:10.12759/hsr.46.2021.4.316-338.